# Вильгефорц из Роггевеена
Вильгефорц из Роггевеена (пол. Vilgefortz) — персонаж литературного цикла «Ведьмак» польского писателя Анджея Сапковского и снятого по его мотива телесериала, чародей. В телесериале его сыграл Махеш Джаду.

## Биография
Согласно книгам Анджея Сапковского, Вильгефорц родился в Ковире, был брошен матерью и найден друидами. Последние нашли у него магические способности и дали первые уроки. Однако Вильгефорц, узнав, что оба его родителя были чародеями, отказался от обучения. Став взрослым, он отправился путешествовать и перепробовал разные занятия. Благодаря любовной связи с чародейкой Вильгефорц всё же решил продолжить изучение магии. Он получил степень магистра магии, стал членом Капитула (верховного совета магов), подчинил себе других членов. Во время первой войны с Нильфгаардом Вильгефорц возглавил отряд чародеев в битве у Соддена.
Вильгефорц убедился в правдивости предсказания об Избранной, которая благодаря Старшей Крови в её жилах сможет управлять пространством и временем, и решил использовать пророчество в своих интересах. Узнав, что Избранной является дочь княжны Паветты и рыцаря Дани (в действительности наследника трона Нильфгаарда) Цирилла, он разработал масштабный план, чтобы извлечь из тела девочки кровь и генетический материал и получить способность к управлению временем и пространством. Следствием этого стала целая цепь трагических событий — гибель матери Цири в жерле магической ловушки, бунт на Танедде, во время которого погибли многие чародеи, второе вторжение Нильфгаарда. После танеддских событий Цирилла исчезла из поля зрения Вильгефорца, но он добился от императора Нильфгаарда права заниматься исследованиями на оккупированных территориях, что дало ему возможность продолжать поиски.
Геральту и Йеннифэр, для которых Цири стала приёмной дочерью, долго удавалось нарушать планы Вильгефорца, хотя они не догадывались, кто стоит за охотой на девочку. В конце концов роль Вильгефорца всё же прояснилась. Йеннифэр попала в плен к чародею, но Геральт нашёл его секретное убежище и убил Вильгефорца в поединке.
Литературоведы отмечают, что, являясь главным злодеем книжного цикла, Вильгефорц не наделён демонической внешностью Саурона или обликом гнусных волшебников-злодеев из других произведений жанра фэнтези. Это относительно молодой на вид, приятный и красивый мужчина. В какой-то момент он потерял глаз, и здесь может быть явная параллель с Сауроном у Толкиена, который чаще всего фигурирует в повествовании как «страшный, всегда бодрствующий глаз», глядящий на мир со стены. Сходство и в том, что резиденцию Вильгефорца окружают бесплодные, гибельные земли; так же, как Саурон Сарумана, Вильгефорц использует Риенса, он ищет нечто, что даст ему власть над миром (у Саурона это кольцо, у Вильгефорца — Цири).

## В сериалах
В американском телесериале «Ведьмак», первый сезон которого вышел на экраны в декабре 2019 года, Вильгефорца сыграл австралийский актёр с индийскими корнями Махеш Джаду. Этот персонаж появляется на экране довольно часто, и некоторые рецензенты констатируют, что неподготовленным зрителям трудно представить, какой будет роль Вильгефорца в сюжете. По мнению одного из критиков, этот персонаж «не особо напоминает самого могущественного чародея континента». Создатели сериала наделили Вильгефорца неопределённым военным прошлым и постарались показать его двуличность, но не слишком удачно.
Созданный Джаду образ подвергся критике — в том числе из-за происхождения актёра.
Лорен Шмидт Хиссрик так охарактеризовала Вильгефорца: это «очень опасный персонаж. Корыстный, жаждущий власти, красивый… Олицетворяет зло, замаскированное красотой».